# Phacelia nashiana
Phacelia nashiana är en strävbladig växtart som beskrevs av Jepson. Phacelia nashiana ingår i Faceliasläktet som ingår i familjen strävbladiga växter. Inga underarter finns listade i Catalogue of Life.